# Chloeia entypa
Chloeia entypa är en ringmaskart som beskrevs av Chamberlin 1919. Chloeia entypa ingår i släktet Chloeia och familjen Amphinomidae. Inga underarter finns listade i Catalogue of Life.